# 吉原大二郎
吉原大二郎（よしはら だいじろう、1978年12月24日 - ）は、日本のレーシングドライバー。東京都八王子市出身。
主にドリフト走行を得意とし、現在はアメリカでフォーミュラ・ドリフト（フォーミュラD）シリーズに参戦している。アメリカでは「Dai Yoshihara」と表記及び呼称されることが多い。

## 略歴
2003年にアメリカで初開催されたD1グランプリ戦でデビュー。2004年にアメリカでフォーミュラDがスタートすると初年度よりフル参戦しており、常に上位争いを展開している。
フォーミュラDでは当初日産・シルビア（S13型）を用い、2007年には同じくシルビアのS15型に乗り換えるなど「シルビア使い」のイメージが強かったが、2008年に移籍でポンティアックのワークスドライバーとなり、ポンティアック・GTO（タイヤはブリヂストン）を駆っていた。
ポンティアックの親会社であるゼネラルモーターズ（GM）の経営不振に伴い、ポンティアックブランド自体が消滅することとなったため、2009年はチームをファルケンタイヤに移籍し、マシンもレクサス・IS350に乗り換えたものの、フォーミュラDで初めてシリーズランキング2桁に低迷するなど大不振に陥る。このため2010年はマシンをかつて操っていたシルビアの兄弟車・240SX（S13型）に戻したところ、シリーズ2勝を挙げるなど復活。2011年も引き続き240SXでシリーズに参戦し、参戦8年目にして待望のシリーズチャンピオンを獲得した。
2014年からはマシンをV8仕様のスバル・BRZに乗り換えてフォーミュラDに参戦し続けるが、2021年の最終戦を最後にフォーミュラDから引退した。
2019年からパイクスピーク・インターナショナル・ヒルクライムに参戦し、2020年にはアンリミテッドクラスで優勝している。

## 戦績
- 2003年 - D1グランプリUSA：ベスト16
- 2004年 - フォーミュラD：シリーズ2位
- 2005年
  - フォーミュラD：シリーズ5位
  - D1グランプリUSA：ベスト16
- 2006年
  - フォーミュラD：シリーズ5位（1勝）
  - D1グランプリUSA：ベスト16
- 2007年 - フォーミュラD：シリーズ3位[2]（2勝）
- 2008年
  - フォーミュラD：シリーズ4位[2]
  - Red Bull Drifting World Championship（世界ドリフト選手権）：準優勝
- 2009年 - フォーミュラD：シリーズ11位
- 2010年 - フォーミュラD：シリーズ4位[2]（2勝）
- 2011年 - フォーミュラD：シリーズチャンピオン[2]（2勝）
- 2012年 - フォーミュラD：シリーズ7位
- 2013年 - フォーミュラD：シリーズ11位（1勝）
- 2014年 - フォーミュラD：シリーズ18位
- 2015年 - フォーミュラD：シリーズ22位
- 2016年 - フォーミュラD：シリーズ6位
- 2017年 - フォーミュラD：シリーズ6位
- 2018年 - フォーミュラD：シリーズ10位
- 2019年 - フォーミュラD：シリーズ9位
- 2020年 - フォーミュラD：シリーズ12位
- 2021年 - フォーミュラD：シリーズ17位

## ロードレース・タイムアタック戦績
- パイクスピークインターナショナルヒルクライム
  - 2019年 - リタイア
  - 2020年 - アンリミテッドクラス優勝
  - 2021年 - リタイア
  - 2022年 - エキシビジョンクラス準優勝
- サンダーヒル25時間耐久レース - 2013年
  - E3クラス3位
- サンダーヒル25時間耐久レース - 2021年
  - E0クラス優勝

- MotoIQパシフィックチューナーカーチャンピオンシップ – 2011年
  - シリーズ優勝
- スーパーラップバトル 
  - 2006年 - ドリフトクラス優勝
  - 2010年 - ストリートRWDクラス優勝
  - 2014年 - アンリミテッドFWDクラス優勝
  - 2015年 - アンリミテッドFWDクラス優勝（コースレコード更新）
  - 2016年 - アンリミテッドFWDクラス3位
  - 2017年 - アンリミテッドFWDクラス3位
  - 2018年 - リミテッドFWDクラス3位
  - 2019年 - 総合優勝, アンリミテッドRWDクラス優勝
  - 2021年 - アンリミテッドRWDクラス準優勝
  - 2022年 - アンリミテッドRWDクラス準優勝
- ジムカーナグリッド 
  - 2010年 - FRクラス優勝

## ドリフト審査員
- プロフェッショナルドリフトシリーズ審査員
- フォーミュラードリフトアジア　:　マレーシア、シンガポール、タイ、インドネシア
- フォーミュラードリフトジャパン
- グッドイヤーインターナショナルドリフトシリーズ　: タイ
- レッドブルカーパークドリフト　：　アラブ首長国連邦

## インストラクター
- インターナショナルドリフトアカデミー　 – 2011年
- ドリームレーシング　2014年〜
- LAラッシュアワーラリー　2013年〜
- ポルシェエクスペリエンスセンターロサンゼルス　2016年〜
- SOCALドライバーズクラブ　2020年〜

## コマーシャル、TVスタント等
- EA Games, “Need For Speed” – 2007年
- Spike TV, “1000 Ways To Die” – 2009年
- ファルケンタイヤ – 2009年
- 三菱, "ランサー Evo SE  Viral video” – 2010年
- Road & Track ”車両テスト” – 2010年
- Mini/BMW USA, “Mini CM” – 2011年
- ファルケンタイヤ, “Azenis CM” – 2011年
- 北米日産, “Juke CM” – 2011年
- ファルケンタイヤ, “Azenis CM” – 2013年
- Mini/BMW USA, “Mini CM” – 2014年
- Nikon, “D810 CM” – 2014年
- BMW, “BMW M235i CM” – 2014年
- キャデラック中国, “ATS-L CM” – 2014年
- BigBang,”ミュージックビデオ” – 2015年
- トヨタ,”Prius CM” – 2016年
- レクサス,”RC F  CM” – 2016年
- Acura,”NSX CM” – 2016年
- BMW,”M4CS CM” – 2017年
- Need For Speed China,”NFS CM” – 2017年
- スバル,”60周年記念ビデオ” – 2018年
- Samsung,”Myemojiオンラインビデオ” – 2018年
- Top Gear,”オンラインコンテンツ” – 2018年
- レクサス,”UX  CM” – 2018年
- Jeep,”TV CM” – 2019年
- スズキ,”Online CM” – 2019年
- レクサス,”TV CM” – 2020年
- レクサス,”TV CM” – 2022年
- ホンダ,”CR-V CM” – 2022年
- レクサス,”RX CM” – 2022年